# Saracha probescens
Saracha probescens är en potatisväxtart som först beskrevs av Antonio José Cavanilles, och fick sitt nu gällande namn av Hipólito Ruiz López och Pavon. Saracha probescens ingår i släktet Saracha och familjen potatisväxter. Inga underarter finns listade i Catalogue of Life.